# Synthecium flabellum
Synthecium flabellum is een hydroïdpoliep uit de familie Syntheciidae. De poliep komt uit het geslacht Synthecium. Synthecium flabellum werd in 1924 voor het eerst wetenschappelijk beschreven door Hargitt. 